# Salix caspica
Espèce
Classification APG III (2009)
Salix caspica, le saule de la Caspienne, est une espèce de plantes à fleurs de la famille des Salicaceae. C'est un gros arbuste avec des feuilles de 5 à 8 centimètres de long. L'espèce se trouve de la Russie européenne à l'est de la Sibérie et à l'ouest de la Chine (Arménie, Kazakhstan, Mongolie, est de la Sibérie et province du Xinjiang en Chine).

## Description
Salix caspica est un arbuste qui peut monter à 5 mètres de haut. Ses branches sont minces, jaunâtres et brillantes. Les bourgeons pointus atteignent une longueur de 5 mm. Les feuilles jeunes sont légèrement duveteuses et deviennent glabres avec l'âge. La floraison a lieu d'avril à mai, avant l'apparition des feuilles ; les graines sont mûres en juin.